# Sherborne St John
Sherborne St John – wieś w Anglii, w hrabstwie Hampshire, w dystrykcie Basingstoke and Deane. Leży 32 km na północny wschód od miasta Winchester i 73 km na zachód od Londynu. W 2001 miejscowość liczyła 2584 mieszkańców.